# Apollo 17
Apollo 17 este a unsprezecea navă spațială lansată de SUA spre Lună cu echipaj uman, ultima care a făcut parte din programul Apollo.

## Echipajul navei
La data de 13 august 1971, la scurt timp după lansarea navei spațiale Apollo 15, NASA face cunoscut în presă echipajul misiunii Apollo 17. Acest echipaj era format din comandantul navei Eugene Cernan, pilotul capsulei spațiale Ron Evans și în loc de Joe Engle a fost numit Harrison „Jack“ Schmitt ca pilot al vehiculului selenar, Challenger. Din echipajul de rezervă a făcut parte David Scott, Alfred Worden și James Irwin iar ca oameni de știință au fost aleși: Robert Parker, Gordon Fullerton și Robert Overmyer.
Nava spațială a fost planificată să fie lansată la data de 7 decembrie 1972, ora 5:33 UTC. Countdownul (numărătoarea inversă) a trebuit să fie întrerupt peste 2 ore și 30 minute din cauza unei pene de computer. Aceasta a fost singura întrerupere în cadrul programului spațial Apollo.

## Aselenizarea
Cernan și Schmitt au aselenizat împreună cu vehiculul selenar „Challenger“, în apropiere de Montes Taurus în Marea Serenitatis. În apropiere de locul de aselenizare ei au efectuat operațiunile planificate ca măsurarea temperaturii, profile gravimetrice, numărare de meteoriți, măsurători a electricității solului, măsurători a atmosferei, a radiațiilor cosmice, a mișcărilor seismice și au luat eșantioane din rocile selenare.

## Întoarcerea pe Pământ
După reîntoarcerea pe navă a lui Cernan și Schmitt, a urmat o explozie provocată de cei doi cosmonauți, explozie măsurată de seismografele instalate pe lună. Reîntoarcerea lui Apollo-17 a avut loc fără probleme deosebite, capsula navei spațiale a ajuns în Pacific la data de 19 decembrie 1972 ora 19:24 UT, fiind găsită de nava portavion americană, USS Ticonderoga (CV-14).